# 刘伯鸣
刘伯鸣，中华人民共和国政治人物、外交官。
1997年，接替孙延珩，担任中华人民共和国驻委内瑞拉大使。2000年，由王珍接任。